# Les Vingt-Quatre Violons du Roi

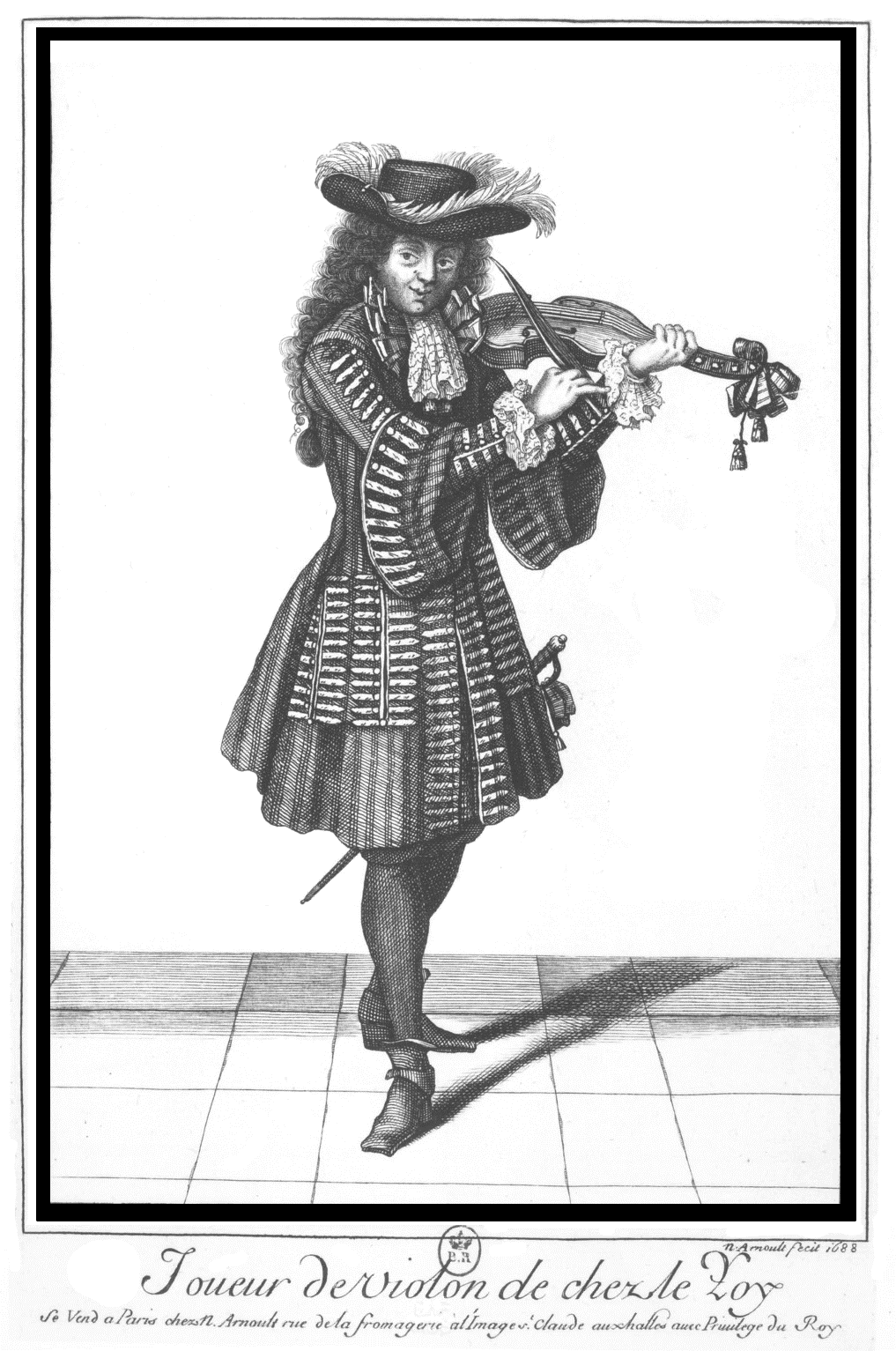
Joueur de violon de chez le roy, par Nicolas Arnoult (1688).

Les Vingt-Quatre Violons du Roi, appelés aussi la Grande Bande ou encore les Violons ordinaires de la Chambre du Roi, sont une formation musicale qui, de 1577 jusqu'à sa suppression par un édit de 1761, fut destinée aux divertissements et cérémonies officielles de la Cour de France.
Renforcée à de maintes reprises par les 12 Grands Hautbois de la Grande Écurie, elle est le premier exemple d'orchestre formel, constitué sur la base d'un groupe d'instruments à cordes. La formation est passée à 24 violons en 1614,. C’est également le premier orchestre permanent d’Europe,.

## Composition harmonique

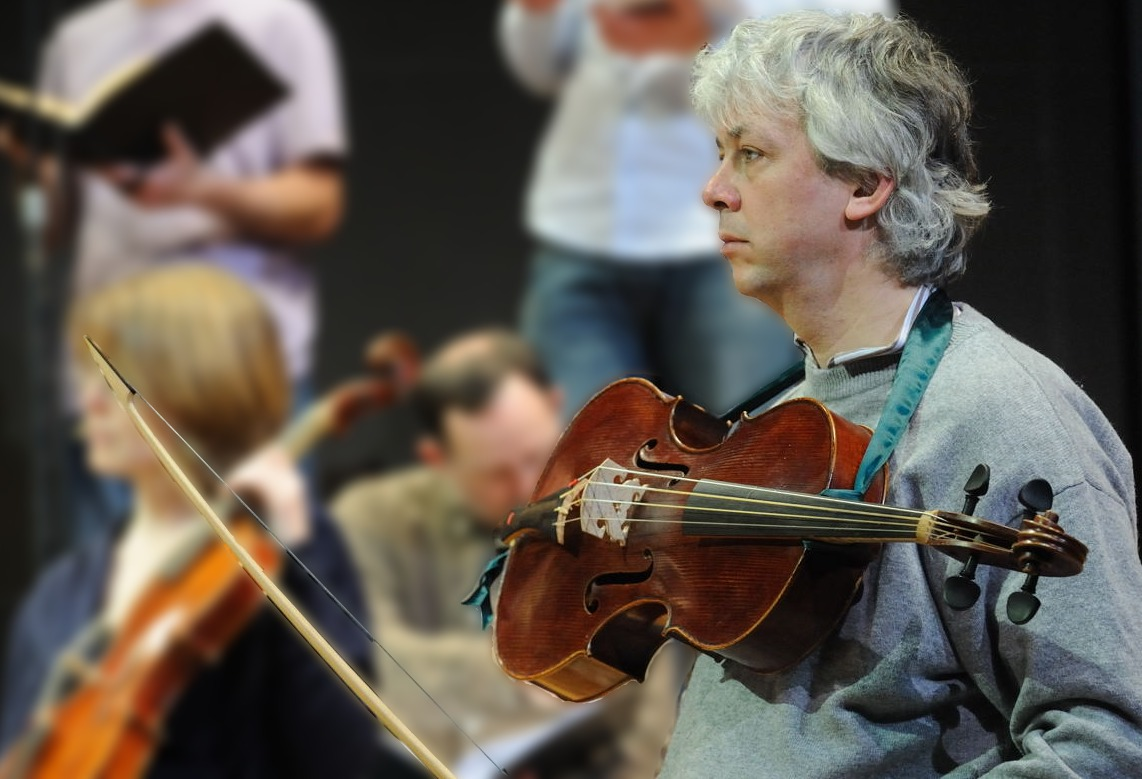
Quinte de Violon

- 6 dessus de violon (sol - ré¹ - la¹ - mi²)
- 4 hautes-contre de violon (ut - sol - ré¹ - la¹)
- 4 tailles de violon (ut - sol - ré¹ - la¹)
- 4 quintes de violon (ut - sol - ré¹ - la¹)
- 6 basses de violon (Si bémol - Fa - ut - sol) (soit un ton plus bas que le violoncelle actuel)

Trois de ces familles de violon ont disparu depuis le XVIIIe siècle.
Ce type d'écriture à 5 parties était né dans les chœurs d'église, au cours de l'époque médiévale. En France le schéma type faisait intervenir 5 voix chantées (partie de dessus tenue par des garçons, haute-contre, teneur, contre-teneur, basse).

## Histoire
Au XVIème siècle, les violons entrent à l'Ecurie du Roi. Ils sont ensuite intégrés à la chambre en 1570, et atteignent le nombre de 24 en 1614. 
Les Vingt-Quatre Violons du Roi sont institués en tant que corps autonome en 1626, sous Louis XIII. Au sein de la Musique de la Chambre attachée à la Maison du roi, ils accompagnent musicalement les fêtes et les événements officiels de la cour de Versailles. 
En 1648[réf. nécessaire], sous Louis XIV, un groupe de 16, puis de 21 instrumentistes à cordes, appelé « La Petite Bande », est venu s'ajouter à l'effectif au sein de la Musique de la Chambre. Les Vingt-Quatre Violons sont alors surnommés « La Grande Bande ».
En 1653, Louis XIV engage Jean-Baptiste Lulli dans la Grande Bande des Violons du Roi. Il confie la Petite Bande à Lulli qui n'était pas satisfait de la performance et de la discipline des Vingt-Quatre Violons.
En 1761, les Vingt-Quatre Violons sont dissous pour des raisons financières et fusionnent avec la Chapelle royale, alors chargée des festivités religieuses.

## Charge de violon du Roi
Les musiciens jouissaient de certains privilèges : ils étaient dispensés de l'impôt et portaient l'épée. Pour figurer parmi eux, il fallait remplir plusieurs critères : être de bonne vie et de bonnes mœurs, être de confession catholique et avoir suffisamment d'argent pour acheter sa charge[réf. nécessaire].
À l'époque du roi Louis XIV, une charge de Violon ordinaire du roi pouvait se négocier 1 400 livres.

## Influence
L’École française du violon a atteint une renommée considérable avec les célèbres Vingt-Quatre Violons du Roi sous la baguette de Jean-Baptiste Lully. Auparavant, le jeu des violonistes européens était fortement influencé par les Italiens. Mais à partir du XVIIe siècle, alors que les violonistes de toute l'Europe continuent de faire un « pèlerinage » en Italie, beaucoup d'Italiens s'installent à Paris[réf. souhaitée].

## Musiciens ayant eu la charge de violoniste au sein de l'ensemble
Laurent Grillet livre dans son ouvrage un grand nombre de noms de musiciens ayant eu une charge au sein de la Grande Bande.
- Jean-Baptiste Lulli, qui entre en 1652 au sein des Vingt-Quatre Violons
- Jean-Féry Rebel recruté en 1705, son fils François Rebel
- Jacques Aubert
- Jean Senaillé (longtemps à la place de basse de violon avant d’accéder à celle de haute-contre de violon), son fils Jean-Baptiste Senaillé qui reprend sa charge en 1713
- Joseph Francoeur, ses fils Louis Francœur et François Francœur, qui reprend la charge de Jean-Baptiste Senaillé en 1730